# Jürgen Hoops von Scheeßel

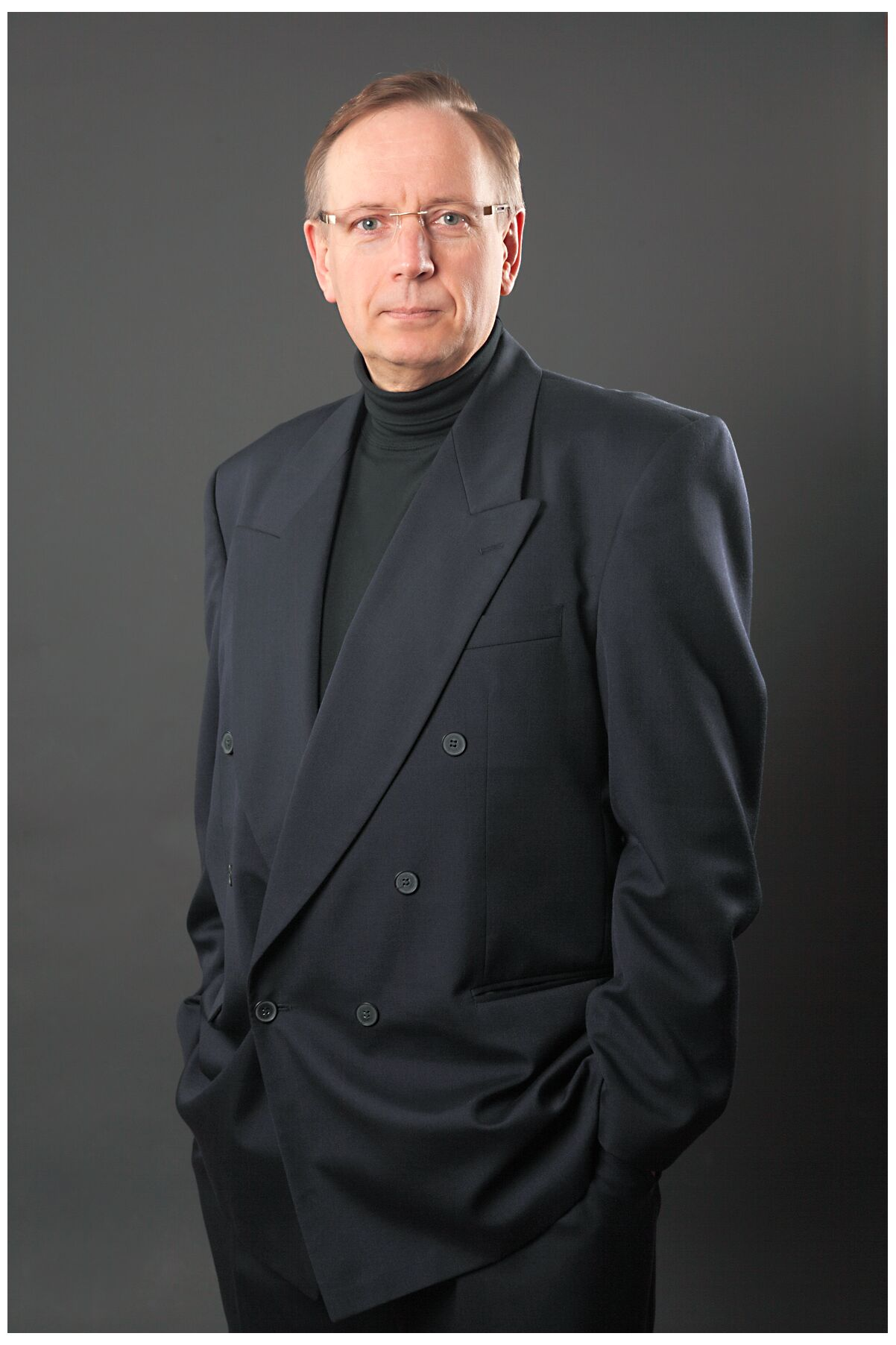
Jürgen Hoops von Scheeßel (2010)

Jürgen Hoops von Scheeßel (bürgerlich Jürgen Hoops; * 25. Juni 1958 in Harburg) ist ein deutscher Ahnen- und Heimatforscher, Chronist, Berufsoffizier a. D. sowie Buch- und Romanautor.

## Leben
Hoops von Scheeßel ist in Scheeßel im Landkreis Rotenburg (Wümme) aufgewachsen, wohnhaft und hat zwei Söhne. Mit Lütke Hopes wurde 1536 der älteste Vorfahre seiner väterlichen Linie im Kirchspiel Scheeßel erstmals namentlich erwähnt.
Seine heimatkundlichen Bücher und Artikel konzentrieren sich – wie einst die des Pastors und Heimatforschers Heinrich Hoops zu Grambke und Mittelsbüren – auf den Elbe-Weserraum, im Schwerpunkt auf das ehemalige Amt Rotenburg, das in etwa dem heutigen Landkreis Rotenburg (Wümme) entsprach.
Von Scheeßels Arbeiten erfassen die Erforschung von Höfen sowie deren Wirtefolgen im ehemaligen Kirchspiel Scheeßel. Dazu gehören mehrere Dorfchroniken und Aufsätze in den verschiedensten heimatkundlichen Foren.
In seinem 2009 erschienenen Werk mißbraucht & verbrannt befasst sich der Hobbyhistoriker aus geschichtswissenschaftlicher Perspektive mit den Rotenburger Hexenprozessen von 1588 bis 1671 und macht entsprechendes Quellenmaterial zugänglich. In seinen historischen Romanen Gretge 2009, Tibke 2010, Anna 2011 und Mette 2012 greift er das Schicksal der Frauen auf, die 1664 und 1665 in Rotenburg als Hexe angeklagt und verurteilt wurden.

## Werke
- Höfe- und Familiengeschichte in der Chronik von Wohlsdorf, 2002.
- Höfe- und Familiengeschichte in der Chronik von Bartelsdorf, 2006.
- Stemmen, Stemmen und abermals Stemmen in Über 750 Jahre Stemmen. Geiger, Horb am Neckar 2006, ISBN 3-86595-131-7.
- mißbraucht & verbrannt: Die Hexenprozesse im Amt Rotenburg, Bistum Verden. ibidem, Stuttgart 2009, ISBN 978-3-89821-999-0.
- Gretge: mit Hexen verwandt, als Hexe verbrannt. Ein historischer Roman über eine wahre Begebenheit. ibidem, Stuttgart 2009, ISBN 978-3-8382-0039-2.
- Tibke von Bartelsdorf: angeklagt im Hexenwahn. Ein historischer Roman über eine wahre Begebenheit. ibidem, Stuttgart 2010, ISBN 978-3-8382-0069-9.
- Lasst sie brennen: Die Geschichte der Hexenverfolgung im Amt Rotenburg. ibidem, Stuttgart 2011, ISBN 978-3-8382-0199-3.
- Anna, die alte Zauberin: Der letzte Scheiterhaufen von Rotenburg. Ein historischer Roman über eine wahre Begebenheit. ibidem, Stuttgart 2011, ISBN 978-3-8382-0079-8.
- Mettes Flucht in den Tod: Das verdächtige Gesicht. Ein historischer Roman über eine wahre Begebenheit. ibidem, Stuttgart 2012, ISBN 978-3-8382-0229-7.
- Stammtafeln Willenbockel – Willenbokel. Ein Grundlagenwerk für die Familiengeschichte der Familie Willenbockel seit 1448. Geiger, Horb am Neckar 2012, ISBN 978-3-86595-466-4.
- Gerichtsbarkeit im Elbe-Weserraum 1546–1670: Landgerichtssachen, Bruchregister und andere Strafakten am Beispiel der Vogtei Scheeßel. ibidem, Stuttgart 2013, ISBN 978-3-8382-0149-8.
- Vom Tadel bis zum Schandphal: Kirchenbußen im Elbe-Weserraum am Beispiel des Kirchspiels Scheeßel 1587–1799. ibidem, Stuttgart 2014, ISBN 978-3-8382-0399-7.
- Stammtafeln Hobst-Hoop-Hoops-Hops im Elbe-Weserraum. Geiger, Horb am Neckar 2013, ISBN 978-3-86595-530-2.
- Muttererde (= Die Moorsiedler. Buch 1). Eine historische Familiensaga in vier Teilen. ibidem, Stuttgart 2021, ISBN 978-3-8382-1639-3.
- Aufbruch (= Die Moorsiedler, Buch 2) Eine historische Familiensaga in vier Teilen, ibidem, Stuttgart, ISBN 978-3-8382-1669-0
- Schwere Zeiten (= Die Moorsiedler, Buch 3) Eine historische Familiensaga in vier Teilen, ibidem, Stuttgart, ISBN 978-3-8382-1679-9
- Die eigene Scholle (= Die Moorsiedler, Buch 4) Eine historische Familiensaga in vier Teilen, ibidem, Stuttgart, ISBN 978-3-8382-1689-8